# Novi Ligure
Novi Ligure (italijanska izgovorjava: [ˈnɔːvi ˈliːɡure]; ligursko Nêuve   [ˈnøːve], piemontsko Neuvi  [ˈnøʋi]) je mesto in občina z okoli 30.000 prebivalci v regiji Piemont oz. v pokrajini Alessandria severno od Genove v severozahodni Italiji.
Mesto proizvaja hrano, železo, jeklo in tekstil. Je pomembno cestno in železniško stičišče.